# 1942 în film
- 1941 în cinematografie — 1942 în cinematografie — 1943 în cinematografie

## Evenimente
- iunie 6 - București; se semnează acordul cinematografic româno-italian, având ca scop o amplă colaborare bilaterală (construcția de studiouri, coproducții, avantaje reciproce în difuzare), care s-a concretizat doar în constituirea societății mixte de producție și difuzare „Cineromit” (4 ianuarie 1943) și în realizarea unor filme de propagandă (Odessa în flăcări, de Carmine Gallone și Escadrila albă, de Ion Sava) și în distribuirea de filme italiene pe piața românească. [1]

## Premiere românești
- decembrie 1942: Odessa în flăcări

## Premii

### Oscar
- Cel mai bun film:
- Cel mai bun regizor:
- Cel mai bun actor:
- Cea mai bună actriță:
- Cel mai bun film străin:

Articol detaliat: Oscar 1942